# Tetraedrit
Tatraedrit je minerál krystalizující v krychlové soustavě. Obsahuje převážně antimon a měď, ale i jiné kovy, jako železo, stříbro nebo rtuť. Má vzorec Cu12Sb4S13. Barva minerálu je ocelově šedá až černá, má černý až červenohnědý vryp a velmi proměnlivé vlastnosti vzhledem k bohaté izomorfii.

## Naleziště

### Česká republika
- Kutná Hora
- Vrančice
- Ratibořské Hory
- Stříbrná Skalice
- Jedová hora

### Svět (výběr)
- Oruro, Potosí
- Freiberg, Clausthal, Neudorf
- Banská Štiavnica, Rožňava, Slovinky, Dobšiná, Poproč
- Bingham, Utah
- Falun